# Bobby Hebert
Bobby Joseph Hebert, Jr. (* 19. August 1960 in Cut Off, Louisiana) ist ein US-amerikanischer Sportkommentator und ein ehemaliger  American-Football-Spieler auf der Position des Quarterback in der United States Football League (USFL) und in der National Football League (NFL).

## Frühe Jahre
Hebert ging in Cut Off, Louisiana, auf die High School. Später besuchte er die Northwestern State University.

## USFL
Im Jahr 1983 und 1984 spielte Hebert für die Michigan Panthers in der United States Football League. Bereits in seinem ersten Jahr gewann er mit den Panthers die Meisterschaft der Liga und wurde im Meisterschaftsspiel gegen die Philadelphia Stars auch zum Most Valuable Player gewählt. 1985 spielte er noch eine Saison für die Oakland Invaders, welche mit den Michigan Panthers zusammengeführt wurden, in der USFL mit denen er zum zweiten Mal das Meisterschaftsspiel erreichte. Dieses Mal verlor man jedoch gegen die Philadelphia Stars mit 28:24.

## NFL

### New Orleans Saints
Zur NFL-Saison 1985 unterschrieb Hebert einen Vertrag bei den New Orleans Saints. In seinen ersten drei NFL-Jahren kam er, wenn auch nur sporadisch, des Öfteren zum Einsatz. In der Saison 1988 spielte er in allen 16 Partien in der NFL mit. 1991 und 1992 war er der Starting-Quarterback für die Saints.

### Atlanta Falcons
Zur NFL-Saison 1993 unterschrieb er einen Vertrag bei den Atlanta Falcons und wurde sofort in seiner ersten Saison in den Pro Bowl gewählt. 1994 und 1995 war er nur als Backup-Quarterback für Jeff George gedacht. Zur Saison 1996 war er wieder auf der Position des Quarterback gesetzt. Nach der Saison gab er jedoch sein Karriereende bekannt.

## Nach der Sportkarriere
Hebert besitzt ein Restaurant in Metairie, Louisiana. Außerdem ist er als Sportkommentator für den Radiosender WWL tätig.